# Mahavira

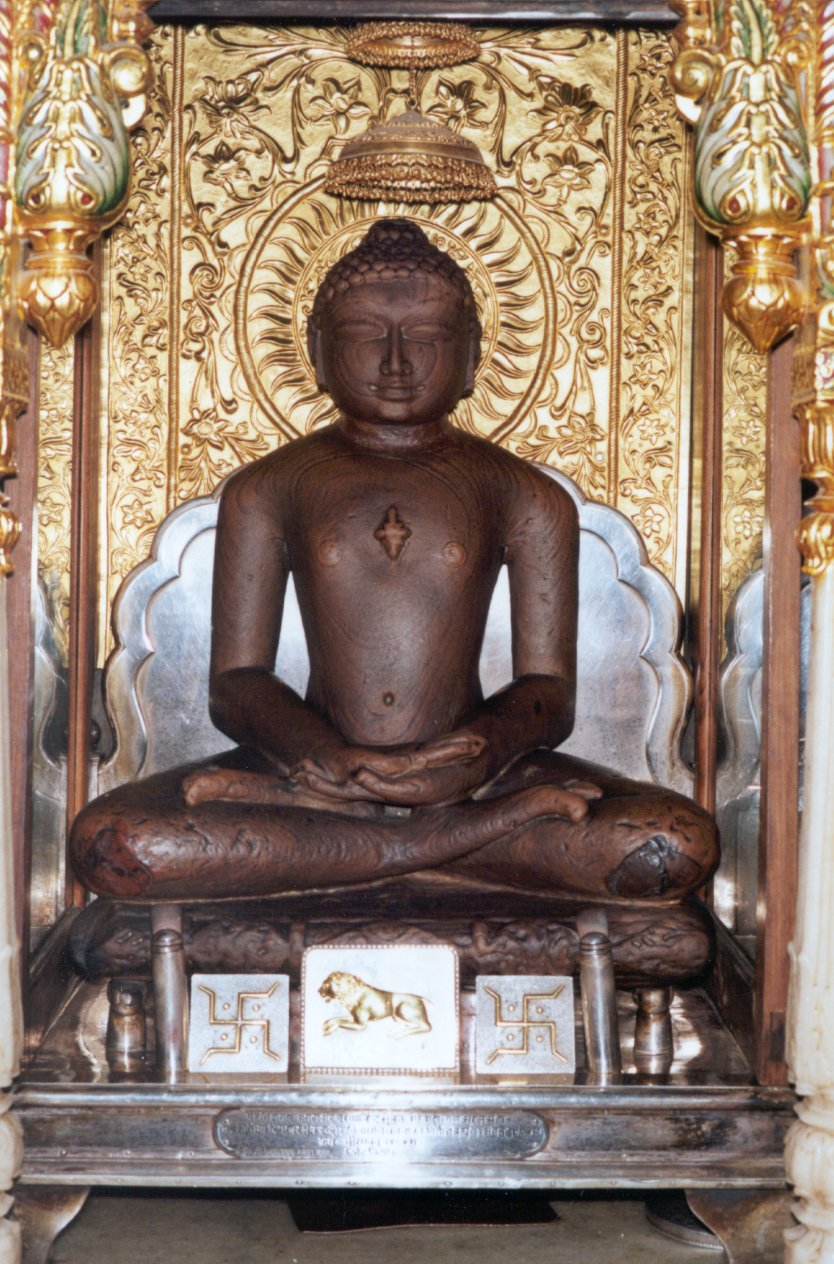
O statuie jainistă a lui Mahavira

Mahavira sau „marele erou”, este considerat fondatorul jainismului, cea de-a treia mare religie a Indiei. Contemporan cu Gautama Siddhartha (Buddha), Mahavria a trăit în regiunea Bihar, deși s-a născut la Vaishali, și a murit la vârstă de 72 de ani. 
La vârsta de 30 de ani a plecat de lângă soție și familie pentru a deveni călugăr. El respingea multe din practicile hinduismului , în special sacrificiile animale frecvente, adoptând practici mai drastice precum refuzul oricăror posesiuni și pribegitul încontinuu și fără straie pe el. Refuzând să facă rău oricărei creaturi el a ajuns, ca în timp de 12 ani, să atingă cea mai înaltă stare de percepție. 
1. ↑  MahaviraJAINA TEACHER (în engleză), Encyclopædia Britannica, accesat în 4 martie 2018
2. 1 2  , p. 52 https://books.google.co.in/books?id=ilFkAgAAQBAJ&redir_esc=y Lipsește sau este vid: |title= (ajutor)
3. ↑  , p. 181 https://archive.org/details/Philosophy.of.India.by.Heinrich.Zimmer Lipsește sau este vid: |title= (ajutor)